# Pieter van Hees (1937-2021)
Pieter van Hees (Barneveld, 14 oktober 1937 – Nieuwegein, 20 april 2021) was een historicus die zich specialiseerde in de Vlaamse Beweging en de rol van Pieter Geijl daarin. 
Na zijn basisschoolopleiding in Garderen en Nijmegen, volgde Pieter van Hees de middelbare school in Arnhem en later in Zeist. In 1956 ging hij geschiedenis studeren aan de Universiteit Utrecht, waar hij in 1961 als assistent van de Groot-Nederlandse geschiedkundige Pieter Geijl diens archief en correspondentie ordende. Hij schreef een doctoraalscriptie getiteld De Vlaamse Beweging en de strijd om een Vlaamse Hogeschool, en kreeg een bijzondere aanstelling om het verzameld werk van Geijl uit te geven. Dat zou er nooit van komen. Wel stelde hij de Bibliografie van P. Geyl (1972) samen: een overzicht van publicaties en een beknopte beschrijving van het archief van Geijl. Hij raakte betrokken bij een polemiek met Vlaamse historici over Geijls vermeende betrokkenheid bij de Flamenpolitik. Het toonde een minder bekende kant van Van Hees; hij reageerde verontwaardigd wanneer hij het idee had dat de historische werkelijkheid onrecht werd aangedaan.
Naast zijn werk als bezorger van Geijls werk was Van Hees ook geschiedenisleraar aan College Blaucapel in Utrecht. Hij publiceerde talrijke recensies en artikelen over de Vlaamse Beweging en werkte mee aan de Encyclopedie van de Vlaamse Beweging. Van Hees werd een vraagbaak voor Nederlandse historici die iets wilden weten over de geschiedenis van Vlaanderen en de Vlaamse Beweging en onderhield nauwe contacten met Vlaamse historici. Hij bezorgde ook de briefwisselingen tussen Carel Gerretson en Geijl en tussen Gerretson en Pieter Nicolaas van Eyck. Hij schreef grensverleggende artikelen over historische vaktijdschriften in de 20ste eeuw.
In de jaren ’90 was Van Hees meer betrokken bij het universitair onderwijs in Utrecht. Hij nam afscheid van de universiteit in 2003 en werd geëerd met een symposium. Desondanks bleef hij onderzoek doen en publiceren. Van Hees bezorgde in 2009 ook de autobiografie van Geijl, getiteld Ik die zo weinig in mijn verleden leef. Hij wilde ook de briefwisseling tussen Geijl en Gustaaf Renier, zijn opvolger als hoogleraar "Dutch Studies" in Londen, bezorgen, maar vond geen uitgever. In 2016 reisde Van Hees naar Londen voor een symposium over Geijl en schreef een artikel voor een bundel die na zijn dood verscheen. Deze bundel, getiteld Pieter Geyl and Britain. Encounters, Controversies, Impact, werd postuum opgedragen aan Van Hees.
- Gemeinsame Normdatei: 172939216
- International Standard Name Identifier: 0000 0001 1060 106X
- Library of Congress Control Number: n80008829
- Virtual International Authority File: 44590166